# Le Distrait
Pour plus de détails, voir Fiche technique et Distribution.
Le Distrait est un film français réalisé par Pierre Richard, sorti en 1970.

## Synopsis
Glycia Malaquet convainc son amant, Alexandre Guiton, directeur d'une agence de publicité, d'engager son fils Pierre, garçon charmant et imaginatif mais affligé d'une distraction de tous les instants. Ce dernier se signale très vite en proposant des idées plus saugrenues les unes que les autres et en semant la panique autour de lui.
La confrontation de Pierre avec M. Klerdenne, autre personnage affublé d'une incroyable distraction, conduit à deux scènes comiques d'anthologie.

## Fiche technique
- Titre : Le Distrait
- Réalisation : Pierre Richard
- Scénario : Pierre Richard, André Ruellan
- Production : Yves Robert, Alain Poiré
- Musique : Vladimir Cosma
- Assistant réalisateur : Daniel Janneau et Alain Nauroy
- Photographie : Daniel Vogel
- Son : Jean-Louis Ducarme
- Montage : Marie-Josèphe Yoyotte
- Décors : Michel de Broin
- Pays d'origine :  France
- Format : couleur (Eastmancolor) - 1,66:1 - son mono
- Genre : comédie
- Durée : 85 minutes
- Métrage : France : 2292 m - Italie : 2340 m
- Dates de sortie : France :  9 décembre 1970
- Box-office français : 1 424 216 entrées[1]
- Affiche : Charles Rau (France)

## Distribution
- Pierre Richard : Pierre Malaquet, jeune publicitaire imaginatif et incroyablement distrait
- Bernard Blier : Alexandre Guitton, directeur de l'agence de publicité Jérico
- Marie-Christine Barrault : Lisa Gastier, jeune et jolie employée de l'agence
- Maria Pacôme : Glycia Malaquet, mère de Pierre et maîtresse de Guitton
- Catherine Samie : Mme Guitton, épouse d'Alexandre
- Micheline Luccioni : Mme Gastier, belle-mère de Lisa
- Paul Préboist : M. Klerdenne, client aussi distrait que Pierre
- Tsilla Chelton : Mme Cliston, invitée au repas familial des Malaquet
- Robert Dalban : Mazelin, second de Guitton
- François Maistre : M. Gastier, père de Lisa et Véronique
- Jacques Monod : M. Malaquet, père
- Romain Bouteille : Corbel, second de Guitton
- Claude Evrard : Figuier, second de Guitton
- Anne-Marie Blot : Véronique, fille de M. Gastier
- Fanny Gaillard : France
- Raoul Delfosse : Gliston
- Jean Obé : Monsieur Clistax
- Patrick Bricard : un jeune homme à la réception
- Serge Bourrier : Le comte dans le court-métrage
- Robert Le Béal : Un client de Guitton
- Roger Lumont : L'interviewé énervé
- Albert Simono : L'intervieweur agressé
- Bernard Charlan : L'agent de la circulation

Acteurs non crédités
- Yves Barsacq : Le père de famille devant la TV
- Christiane Pareille : La mère de famille devant la TV
- Jérôme Pareille : Le fils devant la TV
- Gilberte Géniat : La speakerine chez Jerico
- Thérèse Liotard : L'hôtesse de l'air
- André Badin : Un employé chez Jerico
- Pierre Taylou : Un employé chez Jerico
- Anna Douking : La comtesse dans le court-métrage
- Jean Rupert : Le majordome de Guitton
- Paul Temps : Un client de Guitton
- Marcel Rouzé : Le jardinier
- Yves Robert : Le voisin de Pierre qui se rase la barbe
- Sébastien Floche : Un voisin accusé par Pierre de sortir avec Lisa
- Rita Maiden : La voisine jalouse
- Danielle Minazzoli : la jeune fille sifflée dans la rue
- André Ruellan : Le passant se prétendant 'Maître nageur'
- Marcel Gassouk : Un passant participant à la pub 'Klerdenne'
- André Rouyer : Un passant participant à la pub 'Klerdenne'
- Roger Lecuyer : Un passant participant à la pub 'Klerdenne'
- Madeleine Bouchez : Une vieille dame participant à la pub 'Klerdenne'
- Louis Navarre : Un participant au jeu 'Bravo Clistax'
- Yves Elliot : Un participant au jeu 'Bravo Clistax'
- Patrick Messe : Un participant au jeu 'Bravo Clistax'
- Michel Francini : Un participant au jeu 'Bravo Clistax'
- Gilbert Servien : Un participant au jeu 'Bravo Clistax'
- Luis Rego : Un participant au jeu 'Bravo Clistax'
- Ellen Bernsen : Une invitée à la réception des Gastier
- Jean Gold : Un invité à la réception des Gastier
- Albert Daumergue : Un invité à la réception des Gastier
- Marius Gaidon : Un invité à la réception des Gastier
- Gaston Meunier : Un invité à la réception des Gastier
- Jean-Michel Dhermay : Un invité à la réception des Gastier
- Nathalie Courval : Une invitée à la réception des Gastier
- Alexis Riou : L'homme qui tombe dans la bouche d'égout
- Georges Guéret : L'homme au contre-plaqué

## Production

### Lieu de tournage
L'immeuble de l'agence de publicité se trouvait au 14 Boulevard de Richelieu à Rueil-Malmaison. Il a été démoli en 2015.

## Autour du film
- C'est le premier film de Pierre Richard en tant que réalisateur. Il prend par ailleurs l'habitude d'utiliser son véritable prénom pour les autres films qu'il réalise par la suite, à l'exception des Malheurs d'Alfred.
- Ce film connaît un succès, ce qui lance par ailleurs la carrière de Pierre Richard au cinéma.
- Le producteur du film, Yves Robert y fait une apparition.
- Le dialoguiste André Ruellan (également auteur de science-fiction sous son nom et sous divers pseudonymes dont celui de Kurt Steiner) y fait une apparition, à la 52e minute : « Il faut un spécialiste. Je suis maître-nageur. »
- Yves Robert a fait tourner Pierre Richard en 1967 dans Alexandre le bienheureux et le fait tourner de nouveau dans la série des Grand blond et Le Jumeau.
- Le film a fait 1 424 216 entrées en France[2].
- La mélodie jouée au violon lors de la seizième minute, quand le personnage vagabonde dans un appartement qu'il prend pour le sien, sera réutilisée par son compositeur pour le couplet de la chanson Puissance et Gloire en 1985 pour le feuilleton télévisé français Châteauvallon.
- Le Boeing 707 de la fin du film est Le Château d'Amboise immatriculé F-BHSH.